# Liam Gallagher John Squire
Liam Gallagher John Squire — совместный студийный альбом британских рок-музыкантов, автора-исполнителя Лиама Галлахера (Oasis) и гитариста Джона Сквайра (the Stone Roses), выпущенный 1 марта 2024 года на лейбле Warner Music UK (Warner Music Group).
Альбому предшествовали синглы «Just Another Rainbow» и «Mars to Liverpool». Это первый альбом Сквайра под его собственным именем за двадцать лет со времен Marshall’s House (2004).

## История
«Это пара, которая, оглядываясь назад, была неизбежна. Лиам Галлахер и Джон Сквайр, два титана манкунианского современного рока, пережили разрыв союза со своими главными соратниками, который оказался непоправимым», написал Стивен Томас Эрливайн. Галлахер расстался со своим братом Ноэлем, когда их междоусобица стала слишком невыносимой в Oasis, а Сквайр попытался наладить отношения с Иэном Брауном в рамках Stone Roses, но их воссоединение в 2010 году сорвалось еще до выхода нового альбома. Сквайр предпочел отступить в этом поражении, в то время как Галлахер создал свою собственную личность вне Oasis, которая придерживалась традиционности группы, но в то же время принимала современные звуки, работая с различными известными продюсерами, которые удваивались в качестве соавторов, развивая особое родство с Грегом Кёрстином. После того как Галлахер пригласил Сквайра выступить на его сцене в качестве хедлайнера на фестивале Knebworth в 2022 году, пара начала сотрудничество, понимая, что каждый из них удовлетворяет свои потребности: Сквайру нужен был вокалист, Галлахеру — гитара. После установления музыкальных параметров — Bee Gees, Sex Pistols, Faces — певец позволил гитаристу писать все песни, как это делал Сквайр в дни славы Stone Roses.

## Отзывы
| Совокупная оценка   | Совокупная оценка |
| Источник            | Оценка            |
| ------------------- | ----------------- |
| Metacritic          | 73                |
| Оценки критиков     |                   |
| Источник            | Оценка            |
| AllMusic            | [ 9 ]             |
| Clash               | 7/10              |
| The Daily Express   | [ 10 ]            |
| The Daily Telegraph | [ 11 ]            |
| Evening Standard    | [ 12 ]            |
| Financial Times     | [ 13 ]            |
| The Guardian        | [ 3 ]             |
| Hot Press           | [ 14 ]            |
| Mojo                | [ 15 ]            |
| NME                 | [ 16 ]            |
| Rolling Stone UK    | [ 17 ]            |

Альбом получил положительные отзывы от музыкальных критиков.
Стивен Томас Эрливайн из AllMusic отметил, что «Воображаемые ретро-возрождения превратились в классику, а юношеский рев смягчился, унося с собой желание побаловаться модными звуками. На Liam Gallagher & John Squire нет ни намека на эйсид-хаус, ни чувства голодной несдержанности, все внимание сосредоточено на мастерстве и музыкальности дуэта. Вкус и отношение пары органично сочетаются не только в том, что они отдают предпочтение цепляющим крючкам, не уступающим мелодиям, но и в том, что присущая Галлахеру усмешка выводит на первый план скрытое неповиновение Сквайра, а также добавляет эмоциональную сложность; посмотрите, как он вкладывает нотки сожаления в нецензурное „ты должен был трахнуть меня, когда у тебя был шанс“ в „One Day at a Time“ — нюансы, которые Браун никогда бы не смог уловить. Хотя Лиам Галлахер и Джон Сквайр кажутся знакомыми, ни одна из сторон не работает на круиз-контроле. Сквайр толкает Галлахера на более блюзовую территорию, и вокалист принимает этот вызов со скрежетом и ликованием, а присутствие выбранного Галлахером продюсера Курстина заставляет Сквайра отказаться от своих навязчивых тенденций. Курстин придает альбому яркую поп-музыку, которая помогает увести десять песен от ностальгии. Нельзя отрицать, что чувства Лиама Галлахера и Джона Сквайра лежат в основе гитарного рока 20-го века, но в том, как переплетаются чувства дуэта, есть свежесть, которая придает альбому теплый, доброжелательный импульс».

## Список композиций
Слова и музыка всех песен — Джона Сквайра.
| №                   | Название                     | Длительность |
| ------------------- | ---------------------------- | ------------ |
| 1.                  | «Raise Your Hands»           | 4:20         |
| 2.                  | «Mars to Liverpool»          | 3:40         |
| 3.                  | «One Day at a Time»          | 3:43         |
| 4.                  | «I'm a Wheel»                | 3:46         |
| 5.                  | «Just Another Rainbow»       | 5:36         |
| 6.                  | «Love You Forever»           | 3:35         |
| 7.                  | «Make It Up as You Go Along» | 2:11         |
| 8.                  | «You're Not the Only One»    | 3:56         |
| 9.                  | «I'm So Bored»               | 4:46         |
| 10.                 | «Mother Nature's Song»       | 4:07         |
| Общая длительность: | Общая длительность:          | 39:40        |

## Чарты
| Чарт (2024)                         | Высшая позиция |
| ----------------------------------- | -------------- |
| Австралия Vinyl Albums (ARIA)       | 9              |
| Бельгия/Фландрия (Ultratop)         | 38             |
| Бельгия/Валлония (Ultratop)         | 9              |
| Нидерланды (Album Top 100)          | 84             |
| Германия (Offizielle Top 100)       | 9              |
| Ирландия (Irish Albums Chart)       | 1              |
| Италия (FIMI)                       | 7              |
| Япония (Oricon)                     | 18             |
| Япония Combined Albums (Oricon)     | 30             |
| Япония Hot Albums (Billboard Japan) | 14             |
| Новая Зеландия (RMNZ)               | 32             |
| Шотландия (Scottish Albums Chart)   | 1              |
| Швейцария (Schweizer Hitparade)     | 5              |
| Великобритания (UK Albums Chart)    | 1              |